# Suzana Garcia
Suzana Maria de Freitas Santos Garcia (Maputo, agosto de 1980) é uma advogada e figura pública portuguesa, conhecida pelas suas participações em programas televisivos e pela sua atividade política, como vereadora na Câmara Municipal de Amadora.

## Biografia
Nascida em Maputo, Moçambique, em agosto de 1980, filha de um pai português, geólogo, e de uma mãe moçambicana, filha de pai branco e de mãe negra, mudou-se para Portugal aos 11 anos. Antes disso, estudou num colégio de freiras na África do Sul durante o regime do Apartheid, durante 5 anos, experiência que a marcou profundamente. Em Portugal, continuou os estudos no Colégio São José do Ramalhão, em Sintra, e posteriormente formou-se em Direito na Universidade Católica.

## Carreira televisiva
A sua carreira televisiva ganhou destaque a partir de 2016, quando se tornou comentadora no programa "SOS 24" da TVI. Posteriormente, participou regularmente no programa "Você na TV!", onde as suas opiniões contundentes geraram controvérsia e atenção mediática. Em setembro de 2020, anunciou a sua saída da TVI, alegando a existência de um "clima de medo" na estação.
Em novembro de 2023 voltou à TVI como comentadora, no programa "Dois às 10".

## Carreira política
Em 2021, Suzana Garcia envolveu-se na política, sendo escolhida pelo PSD como candidata à presidência da Câmara Municipal da Amadora nas eleições autárquicas. A sua candidatura gerou debate devido às suas posições públicas sobre diversos temas.
Em setembro de 2023, anunciou novamente a sua candidatura à presidência da Câmara Municipal da Amadora, nas eleições autárquicas de 2025.

## Vida pessoal
Em julho de 2023, Suzana Garcia foi mãe de gémeos, depois de quatro abortos, aos 42 anos de idade.